# Trite vulpecula
Trite vulpecula là một loài nhện trong họ Salticidae.
Loài này thuộc chi Trite. Trite vulpecula được Tord Tamerlan Teodor Thorell miêu tả năm 1881.